# Frank-Michael Friedrich
Frank-Michael Friedrich ist ein ehemaliger deutscher Judoka.

## Leben
Friedrich wurde 1971 in Bordeaux Zweiter der Junioren-Europameisterschaft. Im Februar 1971 erreichte er die Goldmedaille bei der DDR-Juniorenmeisterschaft, im März 1971 wurde er in Neapel Junioren-Europameister in der Gewichtsklasse bis 70 Kilogramm. Im Erwachsenenbereich gewann der für den SC Dynamo Hoppegarten antretende Friedrich 1973 und 1974 jeweils die DDR-Meisterschaft im Halbmittelgewicht. Friedrich gewann Gold bei vier weiteren internationalen Wettkämpfen: 1973 und 1975 in Potsdam, 1975 in Sofia und 1976 in Kerkrade.
Friedrich schloss 1977 ein Studium an der Deutschen Hochschule für Körperkultur ab, der Titel seiner Diplomarbeit lautete Zur Methodik der Entwicklung wettkampfwirksamer und -stabiler KATAME-WAZA im Hochleistungsbereich des Deutschen Judoverbandes der DDR. Beim Deutschen Judo-Verband der Deutschen Demokratischen Republik war er als Männer-Auswahltrainer tätig. Später arbeitete er in Österreich als Nationaltrainer, wurde dann in Königs Wusterhausen als Vermögensberater tätig.